# Diabelskie Pustacie
Diabelskie Pustacie (kod PLH320048) – specjalny obszar ochrony siedlisk sieci Natura 2000, zlokalizowany na terenie województwa zachodniopomorskiego. Obszar obejmuje powierzchnię 3258,67 ha. Teren  wyznaczony został w celu długotrwałego zabezpieczenia naturalnych siedlisk życia, populacji zagrożonych wymarciem gatunków zwierząt (z wyłączeniem ptaków) takich jak: 
kumak nizinny (Bombina bombina),
Pływak szerokobrzeżek (Dytiscus latissimus),
traszka grzebieniasta (Triturus cristatus (Triturus cristatus cristatus)),
wilk szary (Canis lupus) oraz 
zalotka większa (Leucorrhinia pectoralis).

## Siedliska pod ochroną(zkodem siedlisk)
- 3150 starorzecza i naturalne eutroficzne zbiorniki wodne ze zbiorowiskami z Nympheion, Potamion;
- 4010 wilgotne wrzosowiska z wrzoścem bagiennym (Ericion tetralix),
- 4030 suche wrzosowiska (Calluno-Genistion, Pohlio Callunion, Calluno-Arctostaphylion),
- 6410 zmiennowilgotne łąki trzęślicowe (Molinion)
- 7140 torfowiska przejściowe i trzęsawiska (przeważnie z roślinnością z Scheuchzerio-Caricetea),
- 7230 górskie i nizinne torfowiska zasadowe o charakterze młak, turzycowisk i mechowisk,
- 9110 kwaśne buczyny (Luzulo-Fagetum)
- 9160 grąd subatlantycki (Stellario-Carpinetum)
- 91D0 bory i lasy bagienne (Vaccinio uliginosi Betuletum pubescentis, Vaccinio uliginosi Pinetum, Pino mugo-Sphagnetum, Sphagno girgensohnii-Piceetum) i brzozowo-sosnowe bagienne lasy borealne
- 91E0 łęgi wierzbowe, topolowe, olszowe i jesionowe (Salicetum albo-fragilis, Populetum albae,Alnenion glutinoso-incanae) i olsy źródliskowe,